# Episodi di Franklin & Bash (terza stagione)
La terza stagione della serie televisiva Franklin & Bash è stata trasmessa in prima visione negli Stati Uniti d'America dall'emittente via cavo TNT dal 19 giugno al 14 agosto 2013.
In Italia è andata in onda in prima visione sul canale satellitare Sky Atlantic dal 22 agosto al 19 settembre 2015.
| n° | Titolo originale | Titolo italiano | Prima TV USA   | Prima TV Italia   |
| -- | ---------------- | --------------- | -------------- | ----------------- |
| 1  | Coffee and Cream |                 | 19 giugno 2013 | 22 agosto 2015    |
| 2  | Dead and Alive   |                 | 19 giugno 2013 | 22 agosto 2015    |
| 3  | Good Lovin       |                 | 26 giugno 2013 | 29 agosto 2015    |
| 4  | Captain Johnny   |                 | 3 luglio 2013  | 29 agosto 2015    |
| 5  | By the Numbers   |                 | 10 luglio 2013 | 5 settembre 2015  |
| 6  | Freck            |                 | 17 luglio 2013 | 5 settembre 2015  |
| 7  | Control          |                 | 24 luglio 2013 | 12 settembre 2015 |
| 8  | Out of the Blue  |                 | 31 luglio 2013 | 12 settembre 2015 |
| 9  | Shoot to Thrill  |                 | 7 agosto 2013  | 19 settembre 2015 |
| 10 | Gone in a Flash  |                 | 14 agosto 2013 | 19 settembre 2015 |